# باشگاه فوتبال بوزقورد ساموخ
باشگاه فوتبال بوزقورد ساموخ (به لاتین: Boz Qurd Samukh FK) یک باشگاه و تیم فوتبال پیشین در جمهوری آذربایجان است.